# Brades
Brades (também Brades Estate) é considerada a capital de facto da ilha de Monserrate, visto que a antiga capital Plymouth foi abandonada em 1997 devido à erupção do vulcão Soufrière Hills. Nesta localidade se encontram os edifícios do governo.
Uma nova capital está sendo construída na área de Little Bay.